# Portogruaro Calcio
Il Portogruaro Calcio Associazione Sportiva Dilettantistica, meglio noto come Portogruaro, è una società calcistica italiana con sede a Portogruaro, nella città metropolitana di Venezia. Milita in Serie D, la quarta divisione del campionato italiano.
Fondato nel 1919, nel 1990 si fuse con il Summaga Calcio cambiando denominazione in Calcio Portogruaro-Summaga. Vincendo il girone B di Prima Divisione 2009-2010, il 9 maggio 2010, conquistò il diritto a partecipare per la prima volta nella sua storia al campionato di Serie B, seconda serie del campionato italiano. Nella stagione 2010-2011 fu dunque la 115ª squadra a partecipare al torneo cadetto a girone unico.
Nella stagione 2013-2014 venne rifondato e si iscrisse al campionato di Promozione Veneto con l'attuale denominazione, in seguito al fallimento del Calcio Portogruaro-Summaga S.r.l. avvenuto durante l'estate 2013.
Il colore ufficiale del club è il granata. Disputa le partite di casa allo stadio Pier Giovanni Mecchia.

## Storia

### Origini (1919-1990)

Carlo Foligno, fondatore e primo presidente dell'A.C. Portogruaro

L'Unione Sportiva Portogruarese nacque nel 1919, spinta dall'idea di calcio che in quegli anni proveniva dalla Gran Bretagna, patria del calcio moderno. La prima divisa adottata prevedeva una maglia granata e dei pantaloncini bianchi. Nel 1922 assunse la denominazione di Associazione Sportiva La Romatina dal dott. cav. Carlo Foligno, il quale, dopo un lungo periodo fatto di tante amichevoli che la vedeva di volta in volta affrontare squadre venete e anche friulane, si iscrisse nel 1929-1930 all'ULIC del Basso Piave partecipando ai campionati ove fino al 1946 partecipò a divisioni di vario genere. Il maggiore livello calcistico in cui la squadra militò furono i due campionati di Serie C disputati nel secondo dopoguerra, per poi disputare campionati dilettantistici.

### Gli anni novanta e la fusione con il Summaga (1990-1999)
Nel 1990 il sodalizio portogruarese, decidendo di fondersi con la Associazione Calcio Summaga diede corpo alla società denominata Calcio Portogruaro-Summaga (dai più informalmente chiamata semplicemente Portogruaro o Portosummaga); entrambi i club partecipavano al Campionato di Promozione 1989-1990 (massimo torneo regionale del tempo), che vide la prima classificarsi all'8º posto e la seconda al 16º (e ultimo) e per questo retrocessa per un solo punto. Si scelse di proseguire la tradizione calcistica del Portogruaro, continuando ad adottare il colore sociale granata anche nel nuovo sodalizio portogruarese.
Artefice della fusione fu il Presidente dell'allora Portogruaro Dino Mio. A questo proposito va fatto notare che la famiglia Mio (proprietaria del sodalizio) si è sempre premurata di conservare anche il nome della frazione di Summaga nel club. Anche l'ultimo stemma societario del 2008, oltre a rappresentare i simboli del capoluogo (la Loggia Comunale e il campanile pendente del duomo di Sant'Andrea) evidenzia anche il simbolo di Summaga (l'omonima abbazia dell'XI secolo).
Al termine della stagione 1997-1998 la nuova squadra raggiunse il Campionato Nazionale Dilettanti, successivamente rinominato Serie D.

### Dalla Serie D alla Serie B (2000-2010)
La squadra vinse il girone C del campionato di Serie D 2003-2004, ottenendo così l'ingresso nel professionismo, in Serie C2. Dopo alcuni campionati di Serie C2 (caratterizzati anche da una retrocessione dopo i playout alla quale sono seguiti un ripescaggio e una salvezza sempre dopo i playout) la stagione 2007-2008 si chiuse con una promozione in Lega Pro Prima Divisione (dopo i play-off), nota in precedenza come Serie C1.
Nel campionato di Lega Pro Prima Divisione 2008-2009 la squadra raggiunse il 12º posto e ottenne la salvezza.

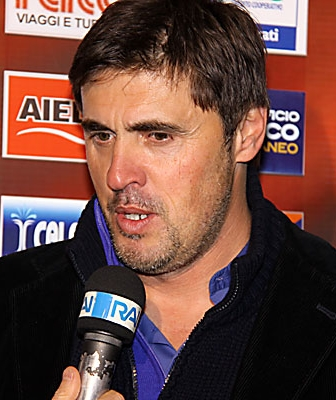
Alessandro Calori, allenatore della storica promozione in Serie B nel 2009-2010

Nella stagione 2009-2010, la squadra, sotto la guida dell'allenatore Alessandro Calori, ottenne, per la prima volta nella sua storia, una clamorosa promozione in Serie B, vincendo il campionato del proprio girone. Decisiva fu la vittoria allo stadio Bentegodi contro una compagine anch'essa veneta e nettamente più accreditata del Portogruaro per il passaggio di categoria, il Verona (di fronte a 30.000 spettatori), nell'ultima giornata di campionato, con gol all'ottantanovesimo minuto di Riccardo Bocalon che costrinse l'Hellas e il Pescara, le due squadre inizialmente favorite per la promozione, a disputare i play-off, successivamente vinti dalla formazione abruzzese.

### Lo storico campionato in Serie B (2010-2011)
Dopo il passaggio di Calori al più blasonato Padova, la squadra inizialmente ingaggiò Eugenio Corini, tecnico esordiente assoluto in panchina, che però, dopo appena cinque giorni dall'assunzione dell'incarico, diede le dimissioni per divergenze sorte con il presidente. La guida tecnica venne così affidata a Fabio Viviani, proveniente dalla Sambonifacese. La campagna di rafforzamento della squadra portò sulle rive del Lemene giocatori di esperienza quali Emiliano Tarana, Marco Esposito e Filippo Cristante; per quest'ultimo l'approdo in maglia granata era quasi un ritorno a casa, essendo originario di San Giovanni di Casarsa. Dal Napoli giunsero a rafforzare la rosa anche due eterne promesse sudamericane, come Amodio e Piá.
A causa degli interventi di ristrutturazione e omologazione agli standard della Serie B del Mecchia, il Portogruaro ottenne di disputare le prime partite casalinghe allo stadio Friuli di Udine.
Proprio a Udine, il 22 agosto 2010, al suo esordio assoluto, la formazione granata colse la sua prima vittoria nella nuova categoria, imponendosi per 2-0 nel derby veneto contro il Cittadella, grazie a un'autorete del difensore cittadellese Nocentini e al raddoppio dell'attaccante granata Giacobbe. Dopo una partenza bruciante, la squadra iniziò però a zoppicare e ad arrancare in classifica; il 29 novembre, dopo una lunga serie di sconfitte che avevano portato la squadra all'ultimo posto in classifica, Viviani venne esonerato e sostituito da Andrea Agostinelli, allenatore reduce da due anni di inattività. Nonostante il cambio in panchina, non vi fu inversione di tendenza e la squadra chiuse mestamente il campionato al penultimo posto, tornando dopo solo un anno in Prima Divisione insieme a Frosinone, Triestina e Piacenza.

### Il ritorno in Lega Pro (2011-2013)
Per guidare la squadra nella nuova avventura in Prima Divisione, la scelta della società cadde inizialmente su Rosario Pergolizzi, che lasciò l'incarico dopo solo due settimane a causa di sopraggiunti problemi familiari. La panchina venne quindi affidata a Massimo Rastelli, che la stagione precedente aveva guidato il Brindisi in Seconda Divisione. La squadra, fortemente rinnovata e ringiovanita, disputò un tranquillo campionato a metà classifica, concludendolo al decimo posto.
Il 13 luglio 2012 Armando Madonna fu nominato allenatore in sostituzione di Rastelli, passato all'Avellino.
La squadra e la dirigenza attraversarono un campionato molto travagliato, iniziato con un punto di penalizzazione causato dal coinvolgimento di alcuni giocatori nello scandalo del Calcioscommesse e con la società chiamata a giudizio per un illecito e successivamente assolta. La squadra ottenne 37 punti ma all'ultima giornata non riuscì ad evitare i play-out, concludendo il campionato 2012-2013 in tredicesima posizione.
Nei play-out il Portogruaro trovò la Tritium: la partita d'andata giocata allo stadio Brianteo di Monza terminò con un pareggio per 1-1 con reti di Cunico per il Portogruaro e pareggio di Francesco Grandolfo su calcio di rigore.
Nella gara di ritorno la Tritium andò subito in doppio vantaggio dopo pochi minuti; nel secondo tempo il Portogruaro attaccò a testa bassa e accorciò le distanze con Orlando, ma il portiere avversario negò più volte il gol del pareggio che avrebbe sancito per i veneti la salvezza (in virtù della miglior posizione in classifica). Il Portogruaro fu quindi condannato alla retrocessione in Seconda Divisione da una squadra che aveva ottenuto diciassette punti in meno durante la stagione.

### Fallimento e rinascita (2013-)
A seguito della retrocessione in Seconda Divisione la famiglia Mio, dopo più di vent'anni, lasciò il Portogruaro. A prendere le redini della società fu Gianmario Specchia, che lasciò poco dopo il suo ruolo a causa di scontri con il sindaco Antonio Bertoncello riguardanti la concessione dello stadio Pier Giovanni Mecchia.
In mancanza di imprenditori pronti a rilevare la squadra, i tifosi tentarono di salvarla tramite l'azionariato popolare.
Il 31 maggio 2013 Francesco Chesi ed Antonio Tarlà presentarono l'Associazione IO Portogruaro, con l'obiettivo di raccogliere i 400.000 euro necessari per iscrivere la squadra in Seconda Divisione, senza però riuscirvi. Il 19 luglio 2013, in seguito al mancato ricorso contro le rilevazioni di irregolarità economico-finanziarie stilate dalla Lega Pro, il club venne escluso dalla FIGC dai campionati e conseguentemente sciolto.
L'8 agosto, in sostituzione del club scomparso, nacque il Portogruaro Calcio Associazione Sportiva Dilettantistica, che ripartì dalla Promozione Veneto.
Dopo sei stagioni trascorse nel secondo livello regionale del calcio italiano, la squadra viene rilevata dall'imprenditore locale Andrea Bertolini.
Nel 2019, anno del centenario, i granata conquistano la promozione in Eccellenza dopo aver vinto il proprio girone senza aver subito alcuna sconfitta.
Nel 2022 la squadra, allenata da Mauro Conte, ottiene il primo posto nel girone C del campionato di Eccellenza Veneto. A fine stagione il Portogruaro disputa il triangolare contro il Giorgione e il Villafranca Veronese. Dopo aver perso i primi due incontri, il Portogruaro vince in trasferta con il Giorgione (1-0) e in casa contro il Villafranca (3-0), ottenendo la promozione matematica in Serie D.

## Colori e simboli

### Colori
Il colore del Portogruaro è fin dalla sua fondazione il granata, di cui si compone la divisa di casa.
| Manica sinistra · Maglietta · Manica destra · Pantaloncini · Calzettoni |
| La prima divisa del Portogruaro                                         |

### Simboli ufficiali

#### Stemma
Lo stemma del Portogruaro, adottato nel 2013 è uno scudo di colore granta con all'interno disegnato lo stemma del comune al centro, in alto è presente la denominazione societaria e in basso l'anno di fondazione.
Sul precedente stemma, usato dal Portogruaro-Summaga negli anni 2000 figuravano la Loggia Comunale, il campanile del Duomo di Portogruaro e l'abbazia di Santa Maria Maggiore di Summaga.

Il logo del Portogruaro-Summaga negli anni 2000

#### Inno
L'inno del Portogruaro si intitola Portogruaro Alè di Luca Traverso, che ha sostituito il precedente inno chiamato Un sogno da sempre Mio, di Nicola Stival.

## Strutture

### Stadio
La squadra disputa le proprie partite casalinghe allo stadio Pier Giovanni Mecchia di Portogruaro. Inaugurato il 27 settembre 1947, è intitolato al possidente Pier Giovanni Mecchia che, appassionato di ciclismo, con un suo lascito, garantì la costruzione del velodromo con annesso campo sportivo.
L'impianto può contenere 4.021 spettatori. Il campo di gioco misura 110 m x 65 m ed è in erba naturale.
Nel 2010, in seguito alla promozione in serie cadetta, l'impianto è stato sottoposto a lavori di ampliamento e di ammodernamento necessari all'adeguamento della struttura alle normative federali.
In seguito al protrarsi dei lavori il Portogruaro ha disputato le prime cinque gare interne della stagione allo stadio Friuli di Udine.

### Centro di allenamento
Il Portogruaro si allena nel centro sportivo di Gruaro.

## Società

### Organigramma societario
| Staff dell'area amministrativa - Andrea Bertolini - Presidente - Luigi Morasutto - Vicepresidente - Giorgio Furlanis - Vicepresidente - Franco Moras - Consigliere delegato - Silvano Testani - Segretario generale - Daniele Chiesurin - Team manager - Emanuele Nonis - Direttore sportivo |

### Sponsor
| Cronologia degli sponsor tecnici - 1978-2009 ... - 2009-2010 Macron - 2010-2013 Givova - 2013-2015 Macron - 2015-2016 Givova - 2016-2017 Joma - 2017- Givova | Cronologia degli sponsor ufficiali - 1981-2009 ... - 2009-2010 east gate park/Bibione - 2010-2011 Arreghini - 2011-2012 CF Metalli - 2012-2013 lav in - 2013-2014 Nessuno sponsor - 2014-2015 Cattolica Assicurazioni - 2015-2016 Nessuno sponsor - 2016-2017 Venice Investiment Group LTD - 2017- Chef Bertolini |

### Settore giovanile
Il settore giovanile del Portogruaro comprende gli juniores regionali, gli allievi regionali, i giovanissimi provinciali, gli esordienti, i pulcini, i primi calci e i piccoli amici.

### Sezione femminile
La società, ha costituito in tempi recenti anche una sezione femminile che milita nel campionato di Serie C.

## Allenatori e presidenti
- 1919-1944 ...
- 1944-1945 Inattivo
- 1945-1946 ...
- 1946-1947  Umberto Visentin
- 1947-1948  Giuseppe Antonelli
- 1948-1950  Felice Arienti
- 1950-1951  Romolo Simonetti
- 1951-1952  Bruno Vale
- 1952-1953  Enrico Radio
- 1953-1954  Giovanni Vecchina
- 1954-1955  Umberto Visentin
- 1955-1958  Silvestro Lena 
 Giacomo Blason (dal 1° dic 1958)
- 1959-1961  Dino Ballacci
- 1961-1962  Silvestro Lena
- 1962-1963  Armo Agosto
- 1963-1964  Ljudo Bencic (1ª-14ª)
 Gino Costenaro (15ª-34ª)
- 1964-1965  Gino Costenaro (1ª-11ª)
 Marcello Svorenich (11ª-19ª)
 Bruno Quaresima (20ª-34ª)
- 1965-1966  Graziano Franzon
- 1966-1967  Enrico Radio (1ª-9ª)
 Graziano Franzon (10ª-34ª)
- 1967-1968  Euro Giannini
- 1968-1969   Euro Giannini (1ª-6ª)
 Emilio Zanetti (7ª-34ª)
- 1969-1970  Graziano Franzon
- 1970-1971  Dino Moscardo
- 1971-1972  Aldo Simoncello
- 1972-1973  Graziano Franzon (1ª-10ª)
 Dino Moscardo (11ª-34ª)
- 1973-1974  Dino Moscardo 
 Giovanni Mialich (dal 21 dic 1974)
- 1974-1975  Carlo Soldo
- 1975-1976  Albano Vicariotto (1ª-13ª)
 Dino Moscardo (14ª-34ª)
- 1976-1977  Alberto Bazzarini (1ª-26ª)
 Cesare Pasian (27ª-34ª)
- 1977-1978  Ennio Cotterle
- 1978-1979  Narciso Soldan
- 1979-1980  Piero Comisso
- 1980-1981  Francesco Canella
- 1981-1982  Mario Nadalutti
- 1982-1990  Francesco Canella
- 1990-1991  Walter Rossetto
 Giulio Bonafin  (dal 24 dic 1991)
- 1991-1992  Francesco Canella
- 1992-1997  Agostino Flaborea
- 1997-1999  Ennio Gazzetta
- 1999-2000  Enzo Piccoli
 Sergio Pinzin (dal 6 dic 1999)
 Fabrizio Perotti (dal 13 dic 1999)
 Valentino Leonarduzzi (dal 7 gen 2000)
 Luciano Stevanato (dal 27 mar 2000)
- 2000-2001  Luciano Stevanato
 Moreno Tomasello (dal 27 nov 2000)
 Adolfo Sormani (dal 19 dic 2000)
- 2001-2002  Adolfo Sormani
 Nikola Filipovic (dal 17 dic 2000)
 Giuseppe Gazzetta (dall'11 feb 2001)
- 2002-2003  Ermanno Tomei
 Gianfranco Fonti (dal 24 feb 2003)
- 2003-2005  Gianfranco Fonti
- 2005-2006  Gianfranco Fonti (1ª-6ª)
 Marco Gaburro (7ª-20ª)
 Alberto Cagnin (21ª-23ª)
 Marco Gaburro (24ª-34ª e play-out)
- 2006-2007  Andrea Manzo (1ª-7ª)
 Luciano Zecchini (8ª-28ª)
 Attilio Sorbi (29ª-34ª e play-out)
- 2007-2008  Manuele Domenicali
- 2008-2009  Manuele Domenicali (1ª-21ª)
 Alessandro Calori (22ª-34ª)
- 2009-2010  Alessandro Calori
- 2010-2011  Eugenio Corini (precampionato)
 Fabio Viviani (1ª-17ª)
 Andrea Agostinelli (18ª-42ª)
- 2011-2012  Rosario Pergolizzi (precampionato)
 Massimo Rastelli (1ª-34ª)
- 2012-2013  Armando Madonna
- 2013-2015  Gianfranco Borgato
- 2015-2016  Pino Rauso (1ª-8ª)
 Alessandro Gallina (9ª-30ª)
- 2016-2017  Alessandro Gallina (1ª-12ª)
 Giancarlo Maggio (13ª-30ª)
- 2017-2018  Giancarlo Maggio (1ª-7ª)
 Bruno Gava (8ª-30ª)
- 2018-2019  Giancarlo Maggio (precampionato)
 Pino Vittore (1ª-21ª)
 Andrea De Cecco (22ª-30ª)
- 2019-2020  Andrea De Cecco (1ª-15ª)
 Giovanni Soncin (16ª-22ª)
- 2020-2021  Stefano De Agostini
- 2021-2022  Mauro Conte
- 2022-2023  Mauro Conte (1ª-19ª)
 Andrea Zanuttig (20ª-29ª)
 Mauro Conte (30ª-34ª)
- 2023-  Massimiliano De Mozzi

- 1919-?  Carlo Foligno
- ?-1944 ...
- 1944-1945 Inattivo
- 1945-1990 ...
- 1990-2008  Dino Mio
- 2008-2013  Francesco Mio
- 2013-2018  Antonio Tarlà
- 2018-  Andrea Bertolini

## Calciatori

### Capitani
- Marco Cunico (2005-2013)
- Marco Fabbro (2013-2016)
- ... (2016-2018)
- Stefano Favret (2018-2022)
- Francesco D'Odorico (2022-2023)

## Palmarès

### Competizioni interregionali
- Lega Pro Prima Divisione: 1

2009-2010 (girone B)
- Serie D: 1

2003-2004 (girone C)

### Competizioni regionali
- Prima Divisione: 1

1945-1946 (girone B)
- Eccellenza: 3

1995-1996 (girone B), 1997-1998 (girone B), 2021-2022 (girone C)
- Promozione: 2

1992-1993 (girone D), 2018-2019 (girone D)

### Altri piazzamenti
- Serie C2:

Terzo posto: 2007-2008 (girone B)
- Serie D:

Secondo posto: 1970-1971 (girone C)
- Eccellenza:

Secondo posto: 2019-2020 (girone B)
Terzo posto: 1994-1995 (girone B)
- Promozione:

Secondo posto: 1948-1949 (girone F), 2016-2017 (girone D)
Terzo posto: 1977-1978 (girone B), 1983-1984 (girone B)
- Supercoppa di Lega di Prima Divisione:

Finalista: 2010
- Scudetto Serie D:

Semifinalista: 2003-2004

## Statistiche e record

### Partecipazioni ai campionati
Campionati nazionali
| Livello | Categoria                                     | Partecipazioni | Debutto   | Ultima stagione | Totale |
| ------- | --------------------------------------------- | -------------- | --------- | --------------- | ------ |
| 2º      | Serie B                                       | 1              | 2010-2011 | 2010-2011       | 1      |
| 3º      | Serie C                                       | 2              | 1946-1947 | 1947-1948       | 6      |
| 3º      | Lega Pro Prima Divisione                      | 4              | 2008-2009 | 2012-2013       | 6      |
| 4º      | Promozione                                    | 4              | 1948-1949 | 1951-1952       | 35     |
| 4º      | IV Serie                                      | 5              | 1952-1953 | 1956-1957       | 35     |
| 4º      | Campionato Interregionale                     | 1              | 1958-1959 | 1958-1959       | 35     |
| 4º      | Serie D                                       | 21             | 1959-1960 | 2025-2026       | 35     |
| 4º      | Serie C2                                      | 4              | 2004-2005 | 2007-2008       | 35     |
| 5º      | Campionato Interregionale - Seconda Categoria | 1              | 1957-1958 | 1957-1958       | 8      |
| 5º      | Campionato Nazionale Dilettanti               | 2              | 1996-1997 | 1998-1999       | 8      |
| 5º      | Serie D                                       | 5              | 1999-2000 | 2003-2004       | 8      |

Il Portogruaro ha partecipato a 43 campionati a carattere nazionale: in bianco sono evidenziate le stagioni professionistiche utili al riconoscimento della tradizione sportiva cittadina nei termini delle NOIF della FIGC relative alla rinascita societaria dopo un fallimento.
Campionati regionali
| Livello | Categoria             | Partecipazioni | Debutto   | Ultima stagione | Totale |
| ------- | --------------------- | -------------- | --------- | --------------- | ------ |
| I       | Prima Divisione       | 1              | 1945-1946 | 1945-1946       | 24     |
| I       | Campionato Dilettanti | 2              | 1957-1958 | 1958-1959       | 24     |
| I       | Prima Categoria       | 2              | 1965-1966 | 1966-1967       | 24     |
| I       | Promozione            | 14             | 1977-1978 | 1990-1991       | 24     |
| I       | Eccellenza            | 5              | 1993-1994 | 2019-2020       | 24     |
| II      | Promozione            | 8              | 1991-1992 | 2018-2019       | 8      |

### Partecipazione alle coppe
| Competizione          | Partecipazioni | Debutto   | Ultima stagione | Totale |
| --------------------- | -------------- | --------- | --------------- | ------ |
| Coppa Italia          | 4              | 2008-2009 | 2012-2013       | 4      |
| Coppa Italia Lega Pro | 4              | 2008-2009 | 2012-2013       | 8      |
| Coppa Italia Serie C  | 4              | 2004-2005 | 2007-2008       | 8      |
| Coppa Italia Serie D  | 5              | 1999-2000 | 2003-2004       | 5      |
| Poule Scudetto        | 1              | 2003-2004 | 2003-2004       | 1      |

### Statistiche individuali
Il giocatore con più presenze nel Portogruaro è Marco Cunico, che ha totalizzato 335 apparizioni dal 2001 al 2004 e dal 2005 al 2013.

## Tifoseria
La storia del club, dipanatasi perlopiù nel dilettantismo e con una sola apparizione in Serie B, unitamente al ridottissimo bacino d'utenza di riferimento, fanno sì che il seguito di tifo del Portogruaro sia ridotto ed estremamente localizzato nel comune d'appartenenza. I tentativi di creare dei collettivi stabili (quali il club Wild Boys, fondato negli anni 1990 e poi ribattezzato Furie Granata) ebbero uno scarso impatto nel consolidare il sostegno ai colori granata. Anche nell'unica stagione trascorsa in cadetteria le presenze medie allo stadio Mecchia furono poche centinaia e ancor peggio andò in trasferta: nella circostanza ebbe una qualche visibilità mediatica la figura di Francesco "Cece" Bravo, che a più riprese si trovò a essere l'unico supporter portogruarese presente nelle partite esterne.